# 曼徹斯特轟炸機
曼徹斯特（Manchester）轟炸機是英國於二次世界大戰期間非常重要的中型轟炸機之一，也是愛芙羅公司生產的第二次以曼徹斯特命名的飛機（前一個以曼徹斯特命名的型號是Avro 533型），它以高損失率而著名（有將近40%的飛機在戰鬥中損失，還有25%因為機械故障等不明原因而墜毀）。

## 歷史
1930年代中期，英國皇家空軍一線轟炸機中隊還在使用大量過時的老式轟炸機，有8個中隊還在使用亨利佩奇赫佛轟炸機，3個中隊還在使用維克斯弗吉尼亞轟炸機，只有一個中隊（第38中隊）使用了稍微現代一點的單翼轟炸機——菲爾利亨頓轟炸機，但它也是金屬框架織物蒙皮的。
因此英國皇家空軍在1936年5月提出P.13/36規範，要求設計一種全金屬機身單翼雙發動機中型轟炸機，1937年1月，愛芙羅公司提出以公司的Avro Type 679設計案應標，同時應標的還有罕德列·貝吉公司的H.P.56，後來因為罕德列·貝吉公司放棄了H.P.56項目，集中於H.P.57項目(該項目產生了後來著名的哈利法克斯轟炸機)。因此Type 679成為了此次投標的唯一勝利者。
空軍部與愛芙羅先簽訂了兩架原型機的合同，最早的正式規範中包含幾項要求，首先就是安裝兩台勞斯萊斯禿鷹液冷式發動機（也就是這一要求，最終導致了曼徹斯特轟炸機的失敗），以及運輸8000磅的炸彈的能力（AVRO提高了這一能力致12000磅，即可攜帶6枚2000磅的炸彈，也可轉為攜帶2枚魚雷）。另外規範還要求在機首和機尾安裝電動機槍炮塔；必要的機身應力，以應付有時因"無摩擦起飛"(全戰鬥配重起飛時，使用彈射器加速，使之能夠正常起飛）而需要的額外張力。
AVRO的製圖員為了投標準備了幾個飛機佈局，其中有幾個項目是所有佈局都共有的，如：將全部油箱放在機翼內，這樣的確減少了乘員倉著火的風險，但主要目的還是為了擴大炸彈倉的容積，它佔用了整個下機身的2/3的位置。
1937年7月1日，空軍部給Avro下達了按.19/37規範生產200架曼徹斯特轟炸機的生產合同，在修訂的第五條中規定可以在此合同上在1939年9月20日前再追加生產200架。同時，第一架曼徹斯特的原型機（序列號L7246）在Avro的工廠裡投入建造。1939年7月25日，Avro的首席試飛員H.A.Brown上尉進行了第一次17分鐘的圍繞臨近曼徹斯特ringway機場的環形飛行，该机未安装任何炮塔。
第二架原型機，機身序列號為L7247，於1940年5月26日首飛，它帶有第三個鲨鱼鳍狀垂直尾翼。同時也裝上了所有的防禦武器。
與此同時，1939年7月，當此型飛機剛下“繪圖板”，就在Avro的Woodford工廠裡進行了第一批200架的製造。第一架生產型的曼徹斯特（序列號L7276）於1940年8月5日在维尔特郡（Wiltshire）的博斯坎比（Boscombe Down）机场交付。

## 主要生產次型

### Mk II
計劃改裝尼泊軍刀液冷H型24汽缸引擎或布里斯托半人馬座18氣缸星型風冷式引擎，最後的計劃被曼徹斯特轟炸機MK III 取代(即是蘭開斯特轟炸機MK I)。

## 規格

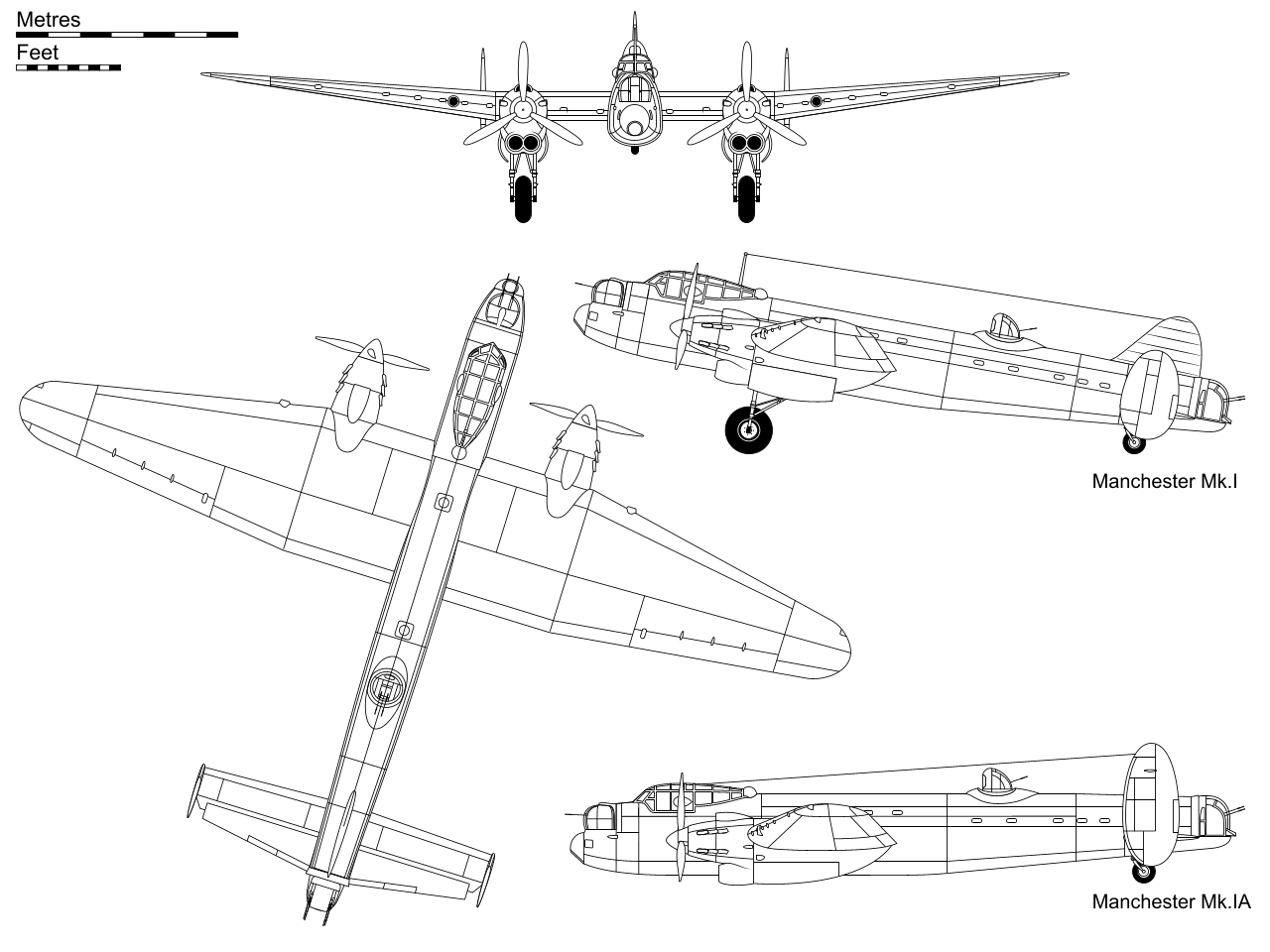
曼徹斯特轟炸機的三視圖

- 機員數：7人（飛行員、機械師、領航員、投彈員、無線電通訊員、2名機槍操作手）
- 長：69英尺4又1/4英寸
- 翼展：90.1英尺
- 高：19.6英尺
- 翼面積：1131平方英尺
- 空重：29432磅
- 最大起飛重量：56000磅
- 發動機：2具勞斯萊斯禿鷹液冷式發動機（最大出力：1,640匹馬力）
- 航程：1630英里（攜帶8000磅炸彈）
- 最大空速：時速265英裡（17000英尺）
- 實用升限：19200英尺
- 武裝：
  - 8挺0.303機槍（4挺機尾、2挺機頭、2挺機頂或機腹）
  - 一枚9979公斤或6350公斤混合炸彈

## 使用國家
英國和加拿大，主要用於轟炸任務。
 加拿大
- Royal Canadian Air Force
  - No. 408 Squadron RCAF
  - No. 420 Squadron RCAF

 英国
- Royal Air Force
  - No. 49 Squadron RAF
  - No. 50 Squadron RAF
  - No. 57 Squadron RAF
  - No. 61 Squadron RAF
  - No. 83 Squadron RAF
  - No. 97 Squadron RAF
  - No. 106 Squadron RAF
  - No. 144 Squadron RAF
  - No. 207 Squadron RAF